# San Joaquin (Kalifornien)

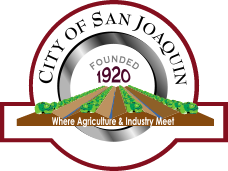
Siegel der Stadt San Joaquin

San Joaquin ist eine Stadt im Fresno County in Kalifornien, Vereinigte Staaten. 2010 waren dort 4001 Einwohner registriert, nach 3270 im Jahr 2000.

## Lage
San Joaquin liegt 18 Kilometer südwestlich von Kerman auf einer Höhe von 53 Metern.

## Geschichte
1913 eröffnete das erste Postamt des Ortes. 1920 wurde San Joaquin offiziell als Stadt registriert.